# Joseph H. Burchenal
Joseph Holland Burchenal (* 21. Dezember 1912 in Milford (Delaware); † 8. März 2006 in Hanover (New Hampshire)) war ein US-amerikanischer Mediziner (Onkologie). Er war ein Pionier der Entwicklung von Chemotherapeutika gegen Krebs.
Burchenal besuchte die Phillips Exeter Academy, studierte an der Princeton University mit dem Bachelor-Abschluss und Medizin 1937 an der University of Pennsylvania (M.D.). Danach war er in der Pädiatrie im Union Memorial Hospital in Baltimore. Im Zweiten Weltkrieg leitete er beim Militär die Abteilung Infektionskrankheiten am Harvard Fifth General Hospital in Nordirland und Frankreich und die Tropenmedizin im Walter Reed Hospital in Washington, DC. Er war ab Ende der 1940er Jahre am Memorial Sloan-Kettering Cancer Center, leitete dort 1952 bis 1964 die Chemotherapie, war 1964 bis 1972 Vizepräsident, ab 1966 Direktor der klinischen Forschung am Memorial Hospital und zuletzt Leiter des Labors für angewandte Therapie. 1983 ging er in den Ruhestand. Außerdem war er ab 1952 Professor an der Cornell University (Sloan Kettering Division, Weill Medical College).
Bekannt ist er für die Entwicklung in den 1960er Jahren einer erfolgreichen Chemotherapie für das Burkitt-Lymphom, einem aggressiven Tumor, der bei Kindern in Ostafrika auftrat. Dabei wurden verschiedene Chemotherapeutika kombiniert (unter anderem Cyclophosphamid). Er arbeitete dabei mit Denis Burkitt, Herbert Oettgen und Peter Clifford zusammen.
Anfang der 1950er Jahre gelang ihm mit anderen die Einführung einer häufig erfolgreichen Chemotherapie gegen akute Leukämie bei Kindern mit Mercaptopurin (die klinische Studie wurde 1953 in Blood veröffentlicht). Das Medikament wurde von Gertrude Elion und George Hitchings von Burroughs Wellcome zur Verfügung gestellt (diese erhielten unter anderem dafür den Nobelpreis).
Er war auch maßgeblich an der Entwicklung von Therapien bei Leukämie mit Kombinationen von mehreren verschiedenen Chemotherapeutika beteiligt.
Burchenal war an über 700 wissenschaftlichen Publikationen beteiligt.
Er war 1949 Ko-Autor der Veröffentlichung seines Kollegen David A. Karnofsky zum Karnofsky-Index.
1972 erhielt er den Lasker~DeBakey Clinical Medical Research Award und 1970 den Léopold-Griffuel-Preis. 1963 erhielt er den Alfred P. Sloan Award in Cancer Research und 1965/66 war er Präsident der American Association for Cancer Research (AACR), die 1996 den -Joseph H. Burchenal Clinical Research Award ihm zu Ehren stiftete. Er wird jährlich für besondere klinische Leistungen in der Onkologie verliehen.
Er war passionierter Bergsteiger besonders in den Adirondacks. Burchenal war in zweiter Ehe 58 Jahre (seit 1948) mit Joan Barclay Riley verheiratet und hatte drei Söhne und drei Töchter.